# Pringgasela (plaats)
Pringgasela is een bestuurslaag in het regentschap Oost-Lombok van de provincie West-Nusa Tenggara, Indonesië. Pringgasela telt 13.433 inwoners (volkstelling 2010).
De plaats is bekend vanwege de traditionele weefkunst, waaronder Songket.